# ویلیه-سور-مرن
شهر ویلیِه-سور-مَرن (به فرانسوی: Villiers-sur-Marne) در شهرستان ول-دو-مرن در ناحیه ایل-دو-فرانس با جمعیت ۲۹٬۳۶۹ در کشور فرانسه واقع شده‌است